# Labiobarbus
Labiobarbus és un gènere de peixos de la família dels ciprínids i de l'ordre dels cipriniformes.

## Taxonomia
- Labiobarbus cyanoparejus (Heckel, 1843)
- Labiobarbus fasciatus (Bleeker, 1853)
- Labiobarbus festivus (Heckel, 1843)
- Labiobarbus lamellifer (Kottelat, 1994)
- Labiobarbus leptocheila (Valenciennes, 1842)
- Labiobarbus lineatus (Sauvage, 1878)
- Labiobarbus ocellatus (Heckel, 1843)
- Labiobarbus sabanus (Inger & Chin, 1962)
- Labiobarbus siamensis (Sauvage, 1881)[2][3][4][5]